# Pierre Marie Auguste Broussonet
Pierre Marie Auguste Broussonet  (Montpellier, 1761. február 28. – Montpellier, 1807. január 17.) francia természettudós, botanikus és ichthiológus.  Botanikai szakmunkákban nevének rövidítése: „ Brouss.”. Zoológiai szakmunkákban nevének rövidítése: „Broussonet”.

## Élete
Broussonet Montpellier-ben született 1761 február 28-án. Orvosnak tanult, de mezőgazdasági ügyekkel is foglalkozott. 1780-tól Angliában tartózkodott és természettudományi munkásságát elismerve tiszteleti tagja lett Royal Society-nek. 1782-ben Londonban publikálta első részét a halakkal foglalkozó tanulmányának (Ichthyologiae Decas I), melyet egyeztetett a neves angol tudóssal, Sir Joseph Banks-szel. Franciaországba visszatérve Párizsban a Francia Természettudományi Akadémia állandó titkára lett és mezőgazdasági ügyekkel foglalkozott. A természettudós 1789-ben tagja lett az alkotmányozó nemzetgyűlésnek.
Politikai szerepvállalása miatt 1793-ban el kellett hagynia Párizst és kalandos és egyáltalán nem veszélytelen úton Madridba menekült, majd onnan Lisszabonba. A francia emigránsok között is meglévő ellentétek miatt végül Marokkóban, mint az Amerikai Egyesült Államok nagykövetségének orvosa talált menedéket. Itt orvosi munkája mellett jelentős növénygyűjtést végzett.
Később a politikai helyzet változásával a francia direktórium engedélyével visszatérhetett hazájába és 1805-ben a botanika professzorának nevezték ki. A montpellier-i Botanikai Intézet és Botanikus Kert alapító tagja. Franciaországban a japán eredetű papíreperfa (Broussonetia) meghonosítója, melynek Charles Louis L’Héritier de Brutelle a tudományos nevét Broussonet tiszteletére adta. A természettudós 1807. január 17-én hunyt el Montpellier-ben.

## Publikációi
- Ichthyologia sistens piscium descriptiones et icones, Londini : P. Elmsly ; Parisiis : P. F. Didot ; Viennae : R. Graeffer, 1782. latin nyelven
- Instruction [ou Mémoire] sur la culture des turneps ou gros navets, sur la manière de les conserver et sur les moyens de les rendre propres à la nourriture des bestiaux, Párizs : Impr. royale, 1785, in-8°, 23 p.
- « Essai de comparaison entre les mouvements des animaux et ceux des plantes, et description d’une espèce de sainfoin, dont les feuilles sont dans un mouvement continuel », Mémoires de l’Académie des sciences (Párizs : Impr. royale), 1785, in-4°, 609-621. oldal
- Année rurale, ou Calendrier à l'usage des cultivateurs, Párizs, 1787-1788, 2 fejezet
- Memoir on the regeneration of certain parts of the bodies of fishes, London : Printed for the proprietors and sold by C. Forster, 1789. angol nyelven
- Réflexions sur les avantages qui résulteroient de la réunion de la Société royale d’Agriculture, de l’École vétérinaire, et de trois chaires du Collège royal, au Jardin du roi, Paris : Impr. du Journal gratuit, 1790, in-8°, 42 p. (il y adopte le plan de Philippe-Etienne Lafosse pour l’École vétérinaire)
- Elenchus plantarum horti botanici Monspeliensis, Monspelii : Augusti Ricard, 1805. latin nyelven